# Liz Blackman
Pour les articles homonymes, voir Blackman.
Elizabeth Marion Blackman (née le 26 septembre 1949) est une femme politique britannique du parti travailliste, qui est députée pour Erewash de 1997 à 2010. Elle est whip du gouvernement de 2007 à 2008. 

## Biographie
Blackman est née en 1949 à Penrith, en Angleterre. Elle fait ses études à la Carlisle and County School for Girls (maintenant appelée Richard Rose Central Academy); Le lycée du prince Henry à Otley ; et Clifton College, Nottingham, où elle obtient un diplôme BEd en 1972. 
Elle enseigne l'histoire à la Bramcote Park Comprehensive School, une école supérieure, à Nottingham. En 1991, elle est élue conseillère du Broxtowe Borough Council et en devient la dirigeante adjointe en 1995 jusqu'à son élection à Westminster en 1997. Elle démissionne du conseil en 1998. 
Elle est sélectionnée pour se présenter aux élections travaillistes grâce à une liste restreinte de femmes et est élue député travailliste d'Erewash aux élections générales de 1997, battant la conservatrice Angela Knight. Elle commence à gravir les échelons politiques lorsqu'elle est nommée au comité de sélection du Trésor en 1997, en remplacement de Diane Abbott. En 2000, elle est secrétaire parlementaire privée (SPP) du secrétaire à la Défense Geoff Hoon. Elle reste PPS de Hoon après l'élection générale de 2005 dans son nouveau poste de Leader de la Chambre des communes. Elle est promue whip du gouvernement et vice-chambellante du ménage en 2007, mais démissionne du gouvernement en 2008. 
Le 9 janvier 2010, Blackman annonce qu'elle se retirerait aux élections générales de 2010 . 
Le 16 mai 2009, le Daily Telegraph révèle des détails sur les demandes de remboursement de Blackman, montrant qu'elle a fait des demandes d'indemnité de frais supplémentaires particulièrement importantes. Le journal révèle qu'elle afait du shopping à la fin de chaque exercice afin de réclamer le maximum de dépenses possibles. En 2004/5, sa réclamation est inférieure de 9 £ au maximum possible de 20 893 £, et l'année suivante, sa réclamation se situe à moins de 2 £ de la limite . Blackman est l'une des 98 députés qui ont soutenu un projet de loi en 2007 pour garder secrets les détails de leurs dépenses . 
Elle était autrefois mariée à Derek Blackman; le couple a un fils et une fille, mais divorce en 1999. 